# Platyrrhinus vittatus
Platyrrhinus vittatus es una especie de murciélago de la familia Phyllostomidae.

## Distribución geográfica
Se encuentra en Bolivia, Colombia, Costa Rica, Ecuador, Panamá, Perú y Venezuela.